# Anampses neoguinaicus
Anampses neoguinaicus е вид лъчеперка от семейство Labridae. Видът е незастрашен от изчезване.

## Разпространение и местообитание
Разпространен е в Австралия, Вануату, Индонезия, Малайзия, Нова Каледония, Палау, Папуа Нова Гвинея, Провинции в КНР, Соломонови острови, Тайван, Тонга, Уолис и Футуна, Фиджи, Филипини и Япония.
Среща се на дълбочина от 1,8 до 28 m, при температура на водата от 25,7 до 27,6 °C и соленост 35 – 35,3 ‰.

## Описание
На дължина достигат до 20 cm.
Популацията на вида е стабилна.